# Сине (Бельгия)
Сине́ (фр. Ciney, валлон. Cînè) — коммуна в Валлонии, расположенная в провинции Намюр, округ Динан. Принадлежит Французскому языковому сообществу Бельгии. На площади 147,56 км² проживают 14 958 человек (плотность населения — 101 чел./км²), из которых 48,24 % — мужчины и 51,76 % — женщины. Средний годовой доход на душу населения в 2003 году составлял 11 118 евро.
Почтовый код: 5590. Телефонный код: 083.